# Elkton (Oregon)
Elkton é uma cidade localizada no estado norte-americano de Oregon, no Condado de Douglas.

## Demografia
Segundo o censo norte-americano de 2000, a sua população era de 147 habitantes.
Em 2006, foi estimada uma população de 150, um aumento de 3 (2.0%).

## Geografia
De acordo com o United States Census Bureau tem uma área de
0,6 km², dos quais 0,5 km² cobertos por terra e 0,1 km² cobertos por água. Elkton localiza-se a aproximadamente 43 m acima do nível do mar.

## Localidades na vizinhança
O diagrama seguinte representa as localidades num raio de 36 km ao redor de Elkton.